# Saša Gr.
Saša Gr. (občanským jménem Alexandr Králík, * 31. října 1977, Nové Město na Moravě) je český básník, prozaik, výtvarník a literární organizátor a nakladatel.

## Životopis
Narodil se 31. října 1977 v Novém Městě na Moravě. Vyučil se umělecko-řemeslným keramikem (SOU Umělecko-řemeslné výroby, Praha). Později maturoval z ekonomie (SOŠ Profes, Praha) Při zaměstnání studoval na Fakultě humanitních studií Univerzity Karlovy, ale studia nedokončil. Vystřídal řadu povolání, od roku 2011 provozuje Antikvariát MLHA ve Žďáru nad Sázavou. Od roku 2016 je spolumajitelem a šéfredaktorem nakladatelství MLHOVINA s.r.o.
V roce 2021 otevřel Keramický ateliér Saši Gr., který nejprve provozoval na Zámku Žďár nad Sázavou a nyní ve vlastním objektu ve Škrdlovicích.
Zabývá se literární tvorbou, píše zejména poezii a experimentální, fantastické či humoristické prózy.
Od roku 2021 se souběžně věnuje také svému původnímu řemeslu – keramice. Od roku 2024 předvádí výrobu keramiky na kopacím hrnčířském kruhu v otevřené dílně na hradě Pernštejně. Kromě vlastní umělecké tvorby také vede kurzy keramiky pro veřejnost.

## Tvorba a ostatní aktivity
Publikoval v mnoha časopisech. Spoluautorsky se podílel na knize Rádce pro začínající spisovatele, novináře a překladatele. (Mezera, 2007)
V lednu 2013 vyšel v Nakladatelství Marek Belza jeho básnický debut Jede medička na sáňkách.
Koncem roku 2016 vydalo nakladatelství MLHOVINA jeho druhou knihu s názvem Matoucí encyklopedie. Jde o soubor humoristických hesel, v nichž si dělá autor legraci z lidských vlastností, politiky, ekologie, i běžných věcí kolem nás.
2. května 2018 přinesly Lidové noviny článek o Facebookové skupině s názvem Když si prdne myš... Na výzvu Saši Gr. zde lidé přispívali dvojveršími na téma prdění různých zvířat. Nakladatelství MLHOVINA potom v roce 2023 vydalo stejnojmennou knihu z nejlepších dvojverší vzniklých v této skupině. Kromě hlavního autora Saši Gr. do knihy přispělo veršíky dalších 45 autorů.
Saša Gr. se věnuje také výtvarné tvorbě. Ilustroval knihu Marcela Babczynského Šeptání ďábla (Mezera, 2008) vystavoval kresby, keramické plastiky aj.
Je zakladatelem českého paraliterárního hnutí, které dlouhodobě kritizuje Patafyziku pro její nekoncepční qazi-absorpční argumentační vyprázdněnost. Je také organizátorem prvních tří mezinárodních Paraliterárních konferencí.
Vyjadřoval se také k politice, zejména prostřednictvím sloupku v Deníku Referendum.